# Gewog di Langthil
Il gewog di Langthil è uno dei cinque raggruppamenti di villaggi del distretto di Trongsa, nella regione Meridionale, in Bhutan.